# Quercus berryi
Quercus berryi — викопний вид дуба. Датується еоценом і олігоценом. Знайдено кілька колекцій у Китаї та штаті Вашингтон.